# Großer Preis von Deutschland 1936

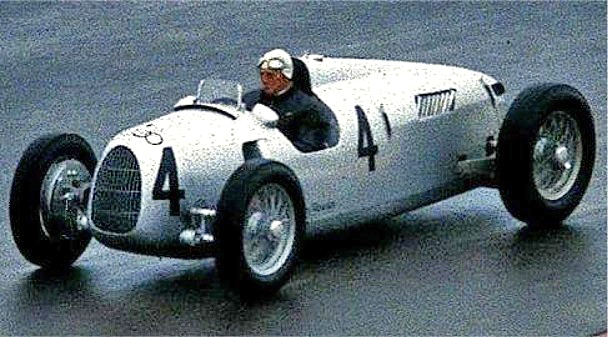
Auto Union C, Siegerwagen von Bernd Rosemeyer

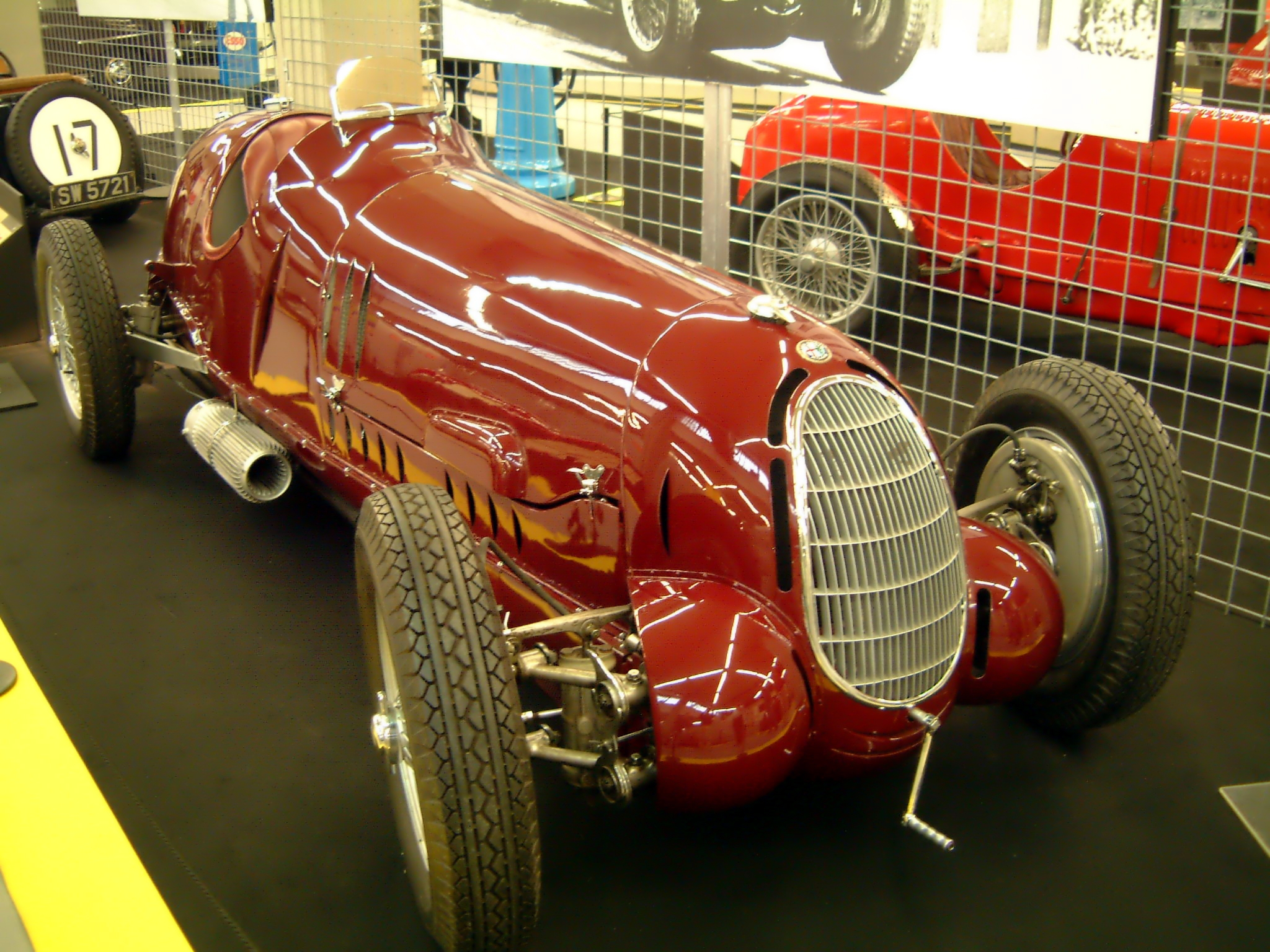
Alfa Romeo 12C-36

Der IX. Große Preis von Deutschland fand am 26. Juli 1936 auf der Nordschleife des Nürburgrings statt. Als Grande Épreuve zählte er zur Grand-Prix-Europameisterschaft 1936 und wurde nach den Bestimmungen der Internationalen Grand-Prix-Formel (Rennwagen bis maximal 750 kg ohne Treibstoff, Öl, Kühlwasser und Reifen; 85 cm Mindestbreite; Renndistanz mindestens 500 km) über 22 Runden à 22,810 km ausgetragen, was einer Gesamtdistanz von 501,82 km entsprach.
Sieger wurde Bernd Rosemeyer auf einem Auto Union Typ C, der damit den ersten Erfolg seiner Karriere in einem offiziellen Internationalen Grand Prix errang.

## Rennen
Trotz zuletzt mäßiger Ergebnisse in den Frühjahrsrennen der Saison reiste die Mannschaft von Mercedes-Benz mit sechs neuen Mercedes-Benz W 25 K mit stark verkürztem Radstand zum Nürburgring, dazu noch ein Vorjahresmodell als Trainingsfahrzeug. Mit dem amtierenden Europameister Rudolf Caracciola, der bereits den Saisonauftakt in Monaco gewonnen hatte, Vizemeister Luigi Fagioli, dem mehrfachen Grand-Prix-Sieger Louis Chiron, sowie Manfred von Brauchitsch und Juniorfahrer Hermann Lang hatte das Team fünf Teilnehmer gemeldet. Eine Niederlage wie im Vorjahr gegen Tazio Nuvolari auf Alfa Romeo sollte auf alle Fälle vermieden werden.
Kaum geringer war der Aufwand beim zweiten deutschen Team. Gemeldet waren vier Auto-Union-Rennwagen für Achille Varzi, Hans Stuck und den schon nach einem Jahr zum Stammfahrer aufgestiegenen Bernd Rosemeyer, verstärkt durch den neu hinzugekommenen „Juniorfahrer“ Ernst von Delius. Varzi, dessen Stern infolge teaminterner Querelen, beginnenden Drogenkonsums wie auch der mentalen Nachwirkungen seines schweren Unfalls beim vorangegangenen Rennen von Tunis bereits am Sinken war, hatte sich krankgemeldet, so dass Reservefahrer Rudolf Hasse das Cockpit übernehmen durfte.
Auch in der Mannschaft der Scuderia Ferrari, die weiterhin für die Einsätze der Werkswagen von Alfa Romeo verantwortlich war, gab es personelle Umbesetzungen. Der Nachwuchsfahrer Giuseppe Farina litt noch an den Folgen des Unfalls eine Woche zuvor beim Rennen in Deauville, bei dem der Franzose Marcel Lehoux ums Leben gekommen war. An seiner Stelle war René Dreyfus zurück ins Team gekommen, nachdem Mussolinis Bann gegen französische Rennfahrer bei italienischen Teams mittlerweile aufgehoben worden war. Zusammen mit Teamkapitän Tazio Nuvolari bekam er für das Rennen sogar einen der beiden Alfa Romeo 12C-36 mit dem neuen V12-Zylinder-Motor zur Verfügung gestellt, während Antonio Brivio und Francesco Severi mit älteren Alfa Romeo 8C-35 an den Start gingen.
Von solchen Großeinsätzen war Bugatti mittlerweile weit entfernt und Jean-Pierre Wimille musste sich als einziger Vertreter des französischen Herstellers mit dem älteren Zweisitzer Bugatti Type 59 begnügen, weil der neu entwickelte Monoposto noch so enttäuschende Fahrleistungen zeigte, dass er gar nicht erst mitgenommen worden war. Interessanter war dagegen der Auftritt von Maserati, in dieser Saison bei den Rennen offiziell durch die Scuderia Torino vertreten, wo der junge Brite Richard Seaman, der bereits bei Voiturette-Rennen auf sich aufmerksam gemacht hatte, zu seinem ersten Grand-Prix-Einsatz mit dem nach wie vor problematischen Maserati V8-RI kam, weil Stammfahrer Omobono Tenni verletzungsbedingt nicht antreten konnte. Außerdem wartete das Team noch mit einer interessanten Kombination eines Maserati-4CM-Voiturette-Modells mit einem auf 2,5 Liter Hubraum vergrößerten Vierzylindermotor für Antonio Brivio auf, von der man sich auf dem kurvenreichen Kurs einen Gewichtsvorteil erhoffte.
Ganz auf verlorenem Posten stand schließlich das kleine Grüppchen der vier Privatfahrer, unter denen sich allenfalls der erfahrene Raymond Sommer mit seinem älteren Alfa Romeo Tipo B eine Außenseiterchance gegen die Übermacht der Werksteams ausrechnen konnte. Der Neuseeländer Thomas Pitt Cholmondeley-Tapper, der Chilene Juan Zanelli und der Niederländer Johannes „Jan“ Rens konnten mit ihren in den jeweiligen Nationalfarben lackierten, aber durchweg veralteten Rennwagen allenfalls ein paar Farbtupfer ins Feld bringen.
Am Renntag blieb das Wetter in der Eifel ausnahmsweise einmal trocken und vor einer Kulisse von angeblich 350.000 Zuschauern versammelten sich die 20 Rennwagen zur Startaufstellung, die beim Großen Preis von Deutschland immer noch ausgelost wurde. So startete von Brauchitsch aus der zweiten Reihe, beschleunigte aber die neben und vor ihm Stehenden aus und bog vor seinem Teamgefährten Lang, den beiden Auto Union von Stuck und Rosemeyer sowie den beiden weiteren Mercedes-Silberpfeilen von Caracciola und Fagioli als erster in die Südkehre ein.
Nach der ersten Runde hatte sich das Feld so weit geordnet, dass Rosemeyer an Lang vorbei auf Rang zwei vorgerückt war und beide Jagd auf den Führenden machten, während mit etwas Abstand Stuck hinter Caracciola auf Platz fünf zurückgefallen war. Im nächsten Umlauf hatte von Brauchitsch offenbar Kontakt mit einem Hindernis, denn er musste im Karussell kurz anhalten, um die Lenkung zu kontrollieren, und kam am Ende der Runde an die Boxen. Rosemeyer, nun in Führung liegend, konnte den Vorsprung vor Lang unterdessen vergrößern, dem seinerseits sein Teamkollege Caracciola immer näher kam. Doch der Caracciola musste seinen Mercedes wenig später mit technischem Defekt abstellen, so dass nun mit Nuvolari der beste Alfa-Romeo-Fahrer, wenn auch etwas abgeschlagen, an dritter Position lag.
Als daraufhin Rosemeyer in der achten Runde zum planmäßigen Tank- und Reifenstopp hielt, fand sich Mercedes-Junior Hermann Lang zum ersten Mal in seiner Karriere in der Führungsposition bei einem Grand Prix wieder, obwohl er sich bei einem Schaltvorgang den kleinen Finger gebrochen hatte. Rosemeyer konnte jedoch innerhalb einer Runde die vorherige Reihenfolge wieder herstellen und als Lang zu seinem Stopp kam, übergab er das Auto an seinen Teamkapitän Caracciola. Nach kurzer medizinischer Versorgung setzte Lang das Rennen schließlich im Auto von von Brauchitsch fort.
Nachdem in der zwölften Runde alle Boxenstopps absolviert waren, lautete die Reihenfolge Rosemeyer (Auto Union), bereits mit über einer Minute Vorsprung auf Nuvolari (Alfa Romeo), gefolgt in nicht allzu großem Abstand von Caracciola (Mercedes) und Stuck (Auto Union). Chiron, der mit einer weiteren Minute Rückstand auf Platz fünf lag, kam in der nächsten Runde auf der langen Geraden bei hoher Geschwindigkeit von der Strecke ab, überstand den nachfolgenden Überschlag aber zum Glück ohne allzu schwere Verletzungen. Dennoch war er nach dem zweiten schweren Unfall binnen eines Jahres – beim Großen Preis der Schweiz 1935 hatte er schon einmal einen Unfall halbwegs glimpflich überstanden – nicht mehr bereit und in der Lage, mit dem Mercedes weitere Rennen zu bestreiten, dessen problematisches Fahrverhalten als Unfallursache angesehen wurde.
Damit war das Debakel bei Mercedes-Benz aber noch nicht komplett, denn Caracciola musste auch zum zweiten Mal in diesem Rennen einen der Wagen mit technischem Defekt aufgeben, und weil auch Nuvolaris Alfa Romeo auf der Strecke liegen geblieben war, konnte Rosemeyer angesichts seines Vorsprungs von über drei Minuten auf Stuck seinen zweiten planmäßigen Stopp einlegen, ohne dabei die Führung zu verlieren. Am Ende war es der erste große Erfolg des jungen Deutschen, der damit endgültig zum Publikumsliebling aufstieg. Auch das Auto-Union-Team konnte mit dem Doppelsieg und allen vier gestarteten Wagen unter den ersten Sechs vollauf zufrieden sein, während die Krise bei Mercedes unübersehbar war.
Rosemeyer gewann das Rennen mit einer Durchschnittsgeschwindigkeit von 131,7 km/h. Außerdem war er mit seiner schnellsten Runde von 9:56,6 Minuten der Erste, der die Nordschleife des Nürburgsrings in weniger als 10 Minuten umrundete.

## Ergebnisse

### Meldeliste
| Team                       | Nr. | Fahrer                     | Info  | Chassis              | Motor                                   | Reifen |
| -------------------------- | --- | -------------------------- | ----- | -------------------- | --------------------------------------- | ------ |
| Auto Union AG              | 02  | Hans Stuck                 |       | Auto Union C         | Auto Union 3.0L V16 Kompressor          | C      |
| Auto Union AG              | 04  | Bernd Rosemeyer            |       | Auto Union C         | Auto Union 3.0L V16 Kompressor          | C      |
| Auto Union AG              | 06  | Achille Varzi              | DNA a | Auto Union C         | Auto Union 3.0L V16 Kompressor          | C      |
| Auto Union AG              | 06  | Rudolf Hasse               |       | Auto Union C         | Auto Union 3.0L V16 Kompressor          | C      |
| Auto Union AG              | 08  | Ernst von Delius           |       | Auto Union C         | Auto Union 3.0L V16 Kompressor          | C      |
| Thomas Cholmondeley-Tapper | 10  | Thomas Cholmondeley-Tapper |       | Maserati 8CM         | Maserati 3.0L I8 Kompressor             | D      |
| Daimler-Benz AG            | 12  | Rudolf Caracciola          |       | Mercedes-Benz W 25C  | Mercedes-Benz M 25 C 4.7L I8 Kompressor | C      |
| Daimler-Benz AG            | 14  | Manfred von Brauchitsch b  |       | Mercedes-Benz W 25C  | Mercedes-Benz M 25 C 4.7L I8 Kompressor | C      |
| Daimler-Benz AG            | 16  | Luigi Fagioli c            |       | Mercedes-Benz W 25C  | Mercedes-Benz M 25 C 4.7L I8 Kompressor | C      |
| Daimler-Benz AG            | 18  | Louis Chiron               |       | Mercedes-Benz W 25C  | Mercedes-Benz M 25 C 4.7L I8 Kompressor | C      |
| Daimler-Benz AG            | 20  | Hermann Lang d             |       | Mercedes-Benz W 25C  | Mercedes-Benz M 25 C 4.7L I8 Kompressor | C      |
| Daimler-Benz AG            |     | Goffredo Zehender          | RES   | Mercedes-Benz W 25C  | Mercedes-Benz M 25 C 4.7L I8 Kompressor | C      |
| Scuderia Ferrari           | 22  | Tazio Nuvolari             |       | Alfa Romeo 12C-36    | Alfa Romeo 4.1L V12 Kompressor          | E      |
| Scuderia Ferrari           | 26  | Giuseppe Farina            | DNA e | Alfa Romeo 12C-36    | Alfa Romeo 4.1L V12 Kompressor          | E      |
| Scuderia Ferrari           | 26  | René Dreyfus               |       | Alfa Romeo 12C-36    | Alfa Romeo 4.1L V12 Kompressor          | E      |
| Scuderia Ferrari           | 24  | Antonio Brivio             |       | Alfa Romeo 8C-35     | Alfa Romeo 3.8L I8 Kompressor           | E      |
| Scuderia Ferrari           | 28  | Francesco Severi f         |       | Alfa Romeo 8C-35     | Alfa Romeo 3.8L I8 Kompressor           | E      |
| Scuderia Torino            | 30  | Richard Seaman             |       | Maserati V8-RI       | Maserati 4.8L V8 Kompressor             |        |
| Scuderia Torino            | 32  | Carlo Felice Trossi g      |       | Maserati 6CM h       | Maserati 2.5L I4                        |        |
| Johannes Rens              | 34  | Johannes Rens              |       | Bugatti T51          | Bugatti 2.3L I8 Kompressor              |        |
| Automobiles Ettore Bugatti | 36  | Jean-Pierre Wimille        |       | Bugatti T59          | Bugatti 3.3L I8 Kompressor              | M      |
| Scuderia Villapadierna     | 38  | Juan Zanelli               |       | Maserati 8CM         | Maserati 3.0L I8 Kompressor             | P      |
| Raymond Sommer             | 40  | Raymond Sommer             |       | Alfa Romeo Tipo B/P3 | Alfa Romeo 3.2L I8 Kompressor           | M      |

## Startaufstellung
Die Startpositionen wurden nicht anhand der Trainingszeiten ermittelt, sondern durch Losentscheid vergeben.
| Trossi              |                  | Stuck  |                 | Wimille    |
|                     |                  |        |                 |            |
|                     | Caracciola       |        | von Brauchitsch |            |
|                     |                  |        |                 |            |
| Dreyfus             |                  | Trossi |                 | Rosemeyer  |
|                     |                  |        |                 |            |
|                     | Seaman           |        | Lang            |            |
|                     |                  |        |                 |            |
| Fagioli             |                  | Rens   |                 | Brivio     |
|                     |                  |        |                 |            |
|                     | Francesco Severi |        | Chiron          |            |
|                     |                  |        |                 |            |
| Cholmondeley-Tapper |                  | Hasse  |                 | von Delius |
|                     |                  |        |                 |            |
|                     | Zanelli          |        | Sommer          |            |
|                     |                  |        |                 |            |

### Rennergebnis
| Pos. | Fahrer                               | Konstrukteur  | Runden | Stopps | Zeit        | Start | Schnellste Runde | Ausfallgrund                    | EM-Punkte |
| ---- | ------------------------------------ | ------------- | ------ | ------ | ----------- | ----- | ---------------- | ------------------------------- | --------- |
| 01   | Bernd Rosemeyer                      | Auto Union    | 22     | 2      | 3:48:39,300 | 6     | 9:56,600         |                                 | 1         |
| 02   | Hans Stuck                           | Auto Union    | 22     | 2      | + 3:56,900  | 2     |                  |                                 | 2         |
| 03   | Antonio Brivio                       | Alfa Romeo    | 22     | 2      | + 8:25,700  | 11    |                  |                                 | 3         |
| 04   | Rudolf Hasse                         | Auto Union    | 22     | 2      | + 10:33,800 | 17    |                  |                                 | 4         |
| 05   | Luigi Fagioli Rudolf Caracciola      | Mercedes-Benz | 21     |        | + 1 Runde   | 13    |                  |                                 | 4 / -     |
| 06   | Ernst von Delius                     | Auto Union    | 21     |        | + 1 Runde   | 16    |                  |                                 | 4         |
| 07   | Manfred von Brauchitsch Hermann Lang | Mercedes-Benz | 21     |        | + 1 Runde   | 4     |                  |                                 | 4 / -     |
| 08   | Carlo Felice Trossi Richard Seaman   | Maserati      | 21     |        | + 1 Runde   | 7     |                  |                                 | 4 / -     |
| 09   | Raymond Sommer                       | Alfa Romeo    | 19     |        | + 3 Runden  | 20    |                  |                                 | 4         |
| 10   | Thomas Pitt Cholmondeley-Tapper      | Maserati      | 18     |        | + 4 Runden  | 18    |                  |                                 | 4         |
| —    | Francesco Severi René Dreyfus        | Alfa Romeo    | 17     |        | DNF         | 15    |                  | defekte Ölpumpe                 | 4 / -     |
| —    | Tazio Nuvolari                       | Alfa Romeo    | 13     |        | DNF         | 3     |                  | Achsbruch                       | 5         |
| —    | Hermann Lang Rudolf Caracciola       | Mercedes-Benz | 12     |        | DNF         | 9     |                  | Kompressorschaden               | 5 / -     |
| —    | Louis Chiron                         | Mercedes-Benz | 12     |        | DNF         | 14    |                  | Unfall                          | 5         |
| —    | René Dreyfus                         | Alfa Romeo    | 7      |        | DNF         | 8     |                  | defekte Zündkerzen              | 6         |
| —    | Johannes Rens                        | Bugatti       | 7      |        | DNF         | 12    |                  | defekte Pleuelstange            | 6         |
| —    | Rudolf Caracciola                    | Mercedes-Benz | 3      |        | DNF         | 5     |                  | defekte Benzinpumpe             | 7         |
| —    | Richard Seaman                       | Maserati      | 2      |        | DNF         | 10    |                  | gerissene Bremsleitung          | 7         |
| —    | Jean-Pierre Wimille                  | Bugatti       | 2      |        | DNF         | 1     |                  | Getriebeschaden                 | 7         |
| —    | Juan Zanelli                         | Maserati      | 1      |        | DNF         | 19    |                  | verstopfte Treibstoffversorgung | 7         |